# Niculae Bădălău
Niculae Bădălău (Ogrezeni, 8 dicembre 1960) è un politico e agronomo rumeno.
Viceprefetto e poi prefetto del distretto di Giurgiu tra il 2001 e il 2004, fu poi eletto alla camera dei deputati tra le file del Partito Social Democratico per la legislatura 2004-2008. Ritornò in parlamento nel 2012, quando ottenne un seggio da senatore. A livello di partito rivestì l'incarico di presidente esecutivo del PSD tra il 2016 e il 2018.
Nel novembre 2018 fu nominato ministro dell'economia del governo Dăncilă.

## Formazione e attività professionale
Niculae Bădălău si laureò nel 1985 all'età di 25 anni presso la facoltà di gestione finanziaria dell'Università di scienze agronomiche e di medicina veterinaria di Bucarest. Negli anni ottanta fu ingegnere agronomo per alcune aziende di stato nelle località di Bolintin-Vale e Grădinari. Nel 1987 giunse all'impresa per la contrattazione, l'acquisto e la conservazione dei prodotti agricoli (Intreprinderea de Contractare, Achizitionare si Pastrarea Produselor Agricole, ICAPPA) di Giurgiu, dove rimase fino al 1991. Dopo la rivoluzione romena del 1989, fino al 2000, fu amministratore unico della società privata SC NBG srl con sede a Bolintin-Vale.
Tra gli anni novanta e duemila approfondì i propri studi, conseguendo un'ulteriore laurea in ingegneria e gestione agroturistica presso l'istituto agronomico Nicolae Bălcescu (2002) e una in giurisprudenza presso l'Università Bioterra di Bucarest (2008). Tra gli altri corsi di specializzazione, completò un master in sicurezza e difesa nazionale presso il Collegio nazionale della difesa (2005), uno in gestione pubblica presso l'Accademia degli studi economici di Bucarest (2006) e uno in governo e sviluppo locale presso la Scuola nazionale di studi politici e amministrativi di Bucarest (2006).
Nel 2013 conseguì un dottorato in scienze economiche.

## Carriera politica

### Inizi e prefettura di Giurgiu
Entrò in politica subito dopo la rivoluzione romena, iscrivendosi al Fronte di Salvezza Nazionale (FSN) che, tramite successive ridenominazioni, nel 2001 divenne il Partito Social Democratico (PSD). Durante la sua militanza, tra il 1991 e il 2001 fu presidente dell'organizzazione locale del partito nella cittadina di Bolintin-Vale.
Nel 2001 fu nominato viceprefetto del distretto di Giurgiu e fu poi promosso al ruolo di prefetto tramite il decreto di governo nr. 446 del 1º aprile 2004 a firma del presidente del consiglio Adrian Năstase, del ministro degli interni Ioan Rus e del ministro della pubblica amministrazione Gabriel Oprea. Nello stesso periodo, tra il 2001 e il 2004, fu vicepresidente dell'organizzazione distrettuale del PSD di Giurgiu e, nel 2004, ne divenne presidente, in sostituzione del dimissionario Marin Cristea.

### Elezione alla camera dei deputati
Divenuto leader locale del partito, fu candidato alla camera dei deputati in occasione delle elezioni parlamentari del 2004. Il PSD fu il partito più votato nel distretto (86%), mentre Bădălău ottenne il seggio e il titolo di membro delle commissioni bilancio (fino a giugno 2007) e indagine sugli abusi (da giugno 2007).
Nell'estate 2008 si candidò alle amministrative per la presidenza del consiglio del distretto di Giurgiu. Gli elettori, tuttavia, preferirono il rappresentante del Partito Nazionale Liberale Dumitru Beianu (36,77% contro il 27,80% di Bădălău) che, dopo 18 anni, strappò la guida del distretto ai socialdemocratici. La sconfitta lo spinse a rassegnare le proprie dimissioni dalla presidenza del PSD e a rinunciare ad una personale candidatura alle elezioni parlamentari del 2008.
Bădălău, tuttavia, fu obbligato a ritirarsi temporaneamente dalla vita politica anche a causa della contemporanea esplosione di uno scandalo di corruzione. Nell'ottobre 2009, infatti, la Direzione di investigazione sulle infrazioni della criminalità organizzata e il terrorismo (DIICOT) comunicò l'avvio di una procedura penale con le accuse di riciclaggio e falso in atto pubblico. Malgrado la gravità dei sospetti, i fatti non furono mai provati e nel 2011 Bădălău riuscì a recuperare la leadership del PSD a Giurgiu.

### Senatore e presidente esecutivo del PSD
In seguito alle elezioni parlamentari del 2012 vinse un seggio da senatore, che gli consentì di rivestire gli incarichi di vicepresidente della commissione sui diritti dell'uomo (fino ad ottobre 2013) e di questore del senato (settembre 2015-febbraio 2016). Nell'ottobre 2013 la Direzione nazionale anticorruzione (DNA) avviò nei suoi confronti un'indagine per malversazione nel quadro di una più ampia inchiesta per evasione fiscale ma, nonostante la notizia, i colleghi di partito ne presero le difese senza metterne in dubbio il ruolo di leader del partito nel distretto.
Alle elezioni del 2016, che segnarono il ritorno al potere dei socialdemocratici, infatti, oltre ad essere indicato come coordinatore della campagna elettorale del PSD, riuscì a riconfermare il seggio senatoriale, ottenendo un notevole 68,91% di preferenze nel proprio collegio. Avvicinatosi al presidente del partito Liviu Dragnea, su proposta di quest'ultimo, nel dicembre 2016 fu nominato presidente esecutivo del PSD dal comitato esecutivo, divenendo la seconda più importante figura del partito a livello nazionale. Vista la sua partecipazione alle strutture centrali, Bădălău lasciò ad interim la presidenza del PSD di Giurgiu a Marian Mina. Nel corso della nuova legislatura fu vicepresidente del senato (dicembre 2016-febbraio 2018) e membro della delegazione romena presso l'assemblea della NATO.
Nel gennaio 2018, al margine di una crisi interna al PSD, che vedeva contrapporsi le posizioni di Liviu Dragnea e del primo ministro Mihai Tudose, Bădălău fu autore di una lettera in cui rimproverava i colleghi di partito di aver accettato la morte della democrazia interna nel PSD. Il documento, che rappresentava una timida critica nei confronti di Dragnea ed un sostegno ai pareri di Tudose, ebbe l'effetto di accelerare la risoluzione dello scontro fra le due fazioni del partito. Il 15 gennaio Tudose fu sfiduciato dal comitato esecutivo e costretto alle dimissioni da premier, mentre Dragnea annunciò un congresso straordinario per il mese di marzo, in conseguenza del quale Bădălău perse il ruolo di presidente esecutivo, che andò al nuovo primo ministro Viorica Dăncilă, ma ottenne quello di presidente del consiglio nazionale.

### Ministro dell'economia
Nel settembre 2018 tornò a rivestire l'incarico di presidente del PSD nel distretto di Giurgiu, dal 2 settembre ad interim, su nomina del comitato esecutivo, e dal 13 settembre da titolare, su nomina dei delegati del distretto, votazione alla quale fu l'unico candidato. Il 19 settembre 2018 fu tra i firmatari di una lettera in cui diversi membri della dirigenza del PSD chiedevano le dimissioni di Dragnea dalla presidenza del partito a causa della sua vulnerabilità a livello giudiziario. Il 21 settembre, tuttavia, annunciò il suo pieno sostegno al leader socialdemocratico, chiarendo di essere stato d'accordo solamente con alcuni punti della lettera, ma non con la richiesta di dimissioni del presidente del partito.
Nel novembre 2018 fu indicato ministro dell'economia nel quadro di un ampio rimpasto della squadra di governo voluto da Dragnea e Dăncilă. Bădălău sottolineò che nel corso del suo mandato, esaurito alla caduta del governo Dăncilă nel novembre 2019, furono realizzati grossi investimenti nel campo dell'industria bellica e di quella mineraria.

### Incarico alla Corte dei conti
Il 30 giugno 2020 fu votato dal Parlamento (294 voti a favore e 55 contrari) come nuovo vicepresidente dell'autorità di audit della Corte dei conti.
In seguito all'avvio di un'inchiesta per corruzione, che portò la Corte d'appello di Bucarest a disporne l'arresto preventivo per trenta giorni, nel novembre 2022 PSD e Unione Salvate la Romania ne chiesero la revoca. Il 5 dicembre 2022 il parlamento votò con 308 favorevoli e un astenuto per la destituzione dall'incarico rivestito alla Corte dei conti
.

## Aspetti controversi

### Accusa di furto del 1988
In base ad un'inchiesta giornalistica di Cotidianul, nel 1988, quando era ingegnere presso l'impresa per la contrattazione, l'acquisto e la conservazione dei prodotti agricoli di Giurgiu, Bădălău sarebbe stato colpevole del furto di quattro sacchi di grano, che avrebbe rivenduto per la somma di 1.200 lei. Per tale reato sarebbe stato condannato ad un anno di reclusione, ma non avrebbe scontato la pena, poiché nel giorno del pronunciamento della sentenza, il 26 gennaio 1988, il dittatore Nicolae Ceaușescu emise il decreto nr. 11/1988 che, pubblicato per celebrare il suo settantesimo compleanno, riconosceva l'amnistia per tutti i reati minori che comportavano pene fino a 10 anni.

### Accuse ed inchieste per corruzione
In base a quanto riportato da Cotidianul, nel 2008 avrebbe comprato dalla propria azienda un terreno non edificabile di 130 ha per 12.000 euro, ottenendo successivamente lo status di terreno edificabile grazie all'intervento di un sindaco in area PSD che gli era amico. Bădălău avrebbe rivenduto il terreno ad un costruttore per 3 milioni di euro.
Nell'ottobre 2009 l'Agenzia nazionale per l'integrità (ANI) lo denunciò formalmente alla Direzione di investigazione sulle infrazioni della criminalità organizzata e il terrorismo (DIICOT) con le accuse di riciclaggio e falso in atto pubblico. Secondo l'ANI nella propria dichiarazione dei beni posseduti, obbligatoria per i funzionari pubblici, Bădălău non avrebbe menzionato un terreno di oltre 2.000 m² ereditato nel 2001 dalla moglie situato a Bolintin-Vale. All'inizio del 2012, però, la stessa DIICOT archiviò le indagini.
Il 28 ottobre 2013 la Direzione nazionale anticorruzione (DNA) avviò un'inchiesta per far luce su una maxifrode per un'evasione fiscale di oltre 50 milioni di euro che coinvolgeva numerose aziende dell'industria della carne. Nell'ambito delle indagini furono aperti dei fascicoli d'inchiesta contro il procuratore Angela Nicolae e Bădălău, indagato per malversazione. In base alla requisitoria, infatti, il senatore avrebbe fatto gli interessi di una società commerciale coinvolta nella frode attraverso pressioni ai dirigenti dell'Agenzia nazionale di amministrazione fiscale (Agenția Națională de Administrare Fiscală, ANAF) e ad altri funzionari pubblici del distretto di Giurgiu, facenti capo alla prefettura o all'Agenzia per i pagamenti e gli investimenti nell'agricoltura (Agenția de Plăți și Intervenții în Agricultură, APIA). Tra le altre irregolarità la società avrebbe percepito indebitamente 2.778.000 lei dall'APIA e Bădălău avrebbe ricevuto da questa prodotti alimentari per un evento privato organizzato presso il suo ristorante. Bădălău, inoltre, sarebbe riuscito a far assumere una delle assistenti del suo gabinetto senatoriale presso una delle aziende coinvolte nella frode, malgrado questa non avesse mai svolto le attività lavorative per le quali figurava sul libro paga. Visto il campo di attività, tali eventi gli valsero il nomignolo dispregiativo di «barone fegatino» (baronul ficațel). Il caso riguardante Bădălău, tuttavia, fu archiviato senza condanne nella primavera del 2018.
Il 27 novembre 2022 fu sottoposto ad arresto preventivo per 24 ore nel quadro di un'inchiesta che lo vedeva sospettato per corruzione e traffico d'influenza. Secondo gli inquirenti si sarebbe rivolto a un sindaco, il primo cittadino di Bucșani Dan Păsat, pretendendo l'assegnazione di un appalto pubblico a una società gestita da un parente, offrendo in cambio 170.000 euro, pari al 7% del valore dei lavori. Bădălău avrebbe anche promesso di rivolgersi ad un funzionario della Compagnia nazionale per gli investimenti, al fine di garantire il finanziamento di due progetti richiesti dal comune di Bucșani. Il 28 novembre 2022 i giudici della Corte d'appello di Bucarest disposero la convalida dell'arresto per altri trenta giorni. Uscì dal carcere l'11 marzo 2023.

### Dichiarazioni sui romeni all'estero
Nell'agosto 2018 fu al centro di uno scandalo esploso dopo che il deputato dell'Unione Salva Romania Claudiu Prisnel ebbe pubblicato un video che lo ritraeva ad una festa privata, durante la quale cantò delle manele contenenti versi reputati profondamente offensivi per i romeni residenti all'estero. In seguito ai fatti la Federazione delle associazione dei romeni d'Europa (FADERE) ne chiese le dimissioni da senatore.
Nel novembre 2019, esprimendosi sulla proposta dei partiti d'opposizione di aumentare il numero di parlamentari eletti nella circoscrizione estero, Bădălău affermò la sua piena contrarietà dichiarando che, a fronte di soli 700.000 romeni con un legale domicilio all'estero, i restanti 3-5 milioni erano costituiti da «certe ragazze» («Fetițele alea»), con un riferimento dispregiativo verso le vittime del traffico di persone. Per tali dichiarazioni la filiale del PSD di Brașov ne chiese l'espulsione dal partito.

### Ritiro del porto d'armi
Nella notte tra il 2 e il 3 novembre 2018 subì il furto di un'arma da fuoco presso il proprio appartamento. In seguito agli accertamenti della polizia, per via del mancato rispetto dei regolamenti in materia di custodia delle armi, tuttavia, Bădălău fu multato per 5.000 lei e gli fu ritirato il porto d'armi per un termine di 5 anni.

### Conflitti di interessi
Secondo gli articoli pubblicati dal quotidiano România liberă la sua azienda, la SC NBG srl, gestita poi dal figlio Radu, tra il 2009 e il 2013 sarebbe riuscita ad ottenere numerosi appalti dagli organi della pubblica amministrazione, tra i quali i comuni di Bolintin-Vale, Buturegeni, Crevedia Mare, Colibași, Cornetu, Bolintin-Deal e l'Istituto di ricerca e sistemazione boschiva (ICAS) di Bucarest. Il valore totale dei contratti si aggirerebbe intorno ai 15 milioni di lei.

## Vita privata
È sposato con Rodica Tudor, con la quale ha avuto due figli, Radu Gabriel e Sabina Ioana.